# 期待値
確率論における期待値（きたいち、英: expected value）は確率変数を含む関数の実現値に確率の重みをつけた加重平均である。
確率変数 {\displaystyle X\sim P_{X}} を引数にとる関数 {\displaystyle g(X)} の {\displaystyle X} に関する期待値 {\displaystyle E_{P_{X}}[g(X)]} は次で定義される：
{\displaystyle E_{P_{X}}[g(X)]=\sum _{x}P_{X}(x)g(x)=\int P_{X}(x)g(x)dx}
例えば、賭博において、期待値を受け取れる賞金の「見込み」の金額とすることがある。ただし、確率変数が期待値を取る確率（または密度関数値）が最大とは限らず、また、期待値が確率変数の値域に含まれているとは限らない。しかし、独立同分布であれば、標本平均は期待値に収束することが知られている（大数の法則）。

## 定義

### 離散型確率変数
確率空間 (Ω, F, P) において、確率変数 X が高々可算個 x1, x2, … を取るとき（離散型確率変数）、X の期待値は
{\displaystyle E[X]=\textstyle \sum \limits _{i=1}^{\infty }x_{i}P(X=x_{i})}
で定義される。

### 連続型確率変数
確率空間 {\displaystyle (\Omega ,{\mathcal {F}},P)} において、確率変数 X が実数などの連続値を取る（非可算無限）であるとき（連続型確率変数）、可積分な確率変数 X の期待値は
{\displaystyle E[X]=\int _{\Omega }X(\omega )\,dP(\omega )}
で定義される。ただし確率変数 X が可積分であるとは、
{\displaystyle \int _{\Omega }|X(\omega )|\,dP(\omega )<\infty }
を満たすことであり、この積分は抽象的なルベーグ積分である。
事象 {\displaystyle A\in {\mathcal {F}}} に対して、
{\displaystyle E[X:A]=E[1_{A}X]=\int _{A}X(\omega )\,dP(\omega )}
と書いて期待値をとる範囲を A に制限する。ここで 1A は指示関数である。

### 日本産業規格
日本産業規格 (JIS) では、値 xi が出現する確率を pi = Pr{X = xi} とする離散確率分布に対する期待値と、確率密度関数 f(x) を持つ連続確率分布の期待値を定義している。多数回の測定を行い測定値の平均を求めると、期待値に近い値になる。関数 g(X) の期待値 E[g(X)] も同様に定義している。また、条件付き分布の期待値を条件付き期待値、X，Y の同時分布に関し、条件 Y = y の下での X の条件付き期待値が y の関数になること、確率変数 X の期待値を X の母平均ということを紹介している。

## 性質
期待値は総和や積分によって定義されるので、総和や積分のもつ性質をすべて持っている。以下、X, Y を確率変数、a, b をスカラーとする。
- 線形性
{\displaystyle E[aX+bY]=aE[X]+bE[Y]}
- 単調性
{\displaystyle X\leq Y\Rightarrow E[X]\leq E[Y]}
- イェンセンの不等式：凸関数 φ に対して、
{\displaystyle \varphi (E[X])\leq E[\varphi (X)]}
- チェビシェフの不等式：(0, ∞) 上で定義された正値単調増加関数 φ と任意の正の数 ε に対して、
{\displaystyle P(|X|>\varepsilon )\leq {\frac {E[\varphi (X)]}{\varphi (\varepsilon )}}}

さらに、2つの可積分な確率変数 X と Y が独立の場合は、
{\displaystyle E[XY]=E[X]E[Y]}
が成立する。
確率変数を含まない定数項を含むことができ、上記の性質と合わせて次の性質を持つ：
{\displaystyle E_{P_{X}}[a+b\ g(X)]=E_{P_{X}}[a]+b\ E_{P_{X}}[g(X)]=a+b\ E_{P_{X}}[g(X)]}

## 計算法
連続型確率変数の期待値はルベーグ積分で定義されているので、計算するときには積分の変数変換を行って確率変数の分布で積分するのが普通である。確率変数 X の分布を PX とすると、任意の可測関数 f に対して
{\displaystyle E[f(X)]=\int _{\Omega }f(X(\omega ))\,dP(\omega )=\int _{\mathbb {R} }f(x)\,P_{X}(dx)}
となり、さらに PX が確率密度関数 p を持つときは
{\displaystyle E[f(X)]=\int _{\mathbb {R} }f(x)p(x)\,dx}
により、ルベーグ測度で計算できるようになる。

## 例

### サイコロの目の期待値
6 面体のサイコロを 1 回振る。ただし出る目の確率はすべて 1/6 とする。出る目 X の期待値は
{\displaystyle E[X]=1\times {\frac {1}{6}}+2\times {\frac {1}{6}}+3\times {\frac {1}{6}}+4\times {\frac {1}{6}}+5\times {\frac {1}{6}}+6\times {\frac {1}{6}}={\frac {21}{6}}=3.5}

### 賞金の期待値
次のようなゲームを考える。
- 100 円支払えば、6 面サイコロ 1 個を 1 回振ることができる。
- サイコロの出た目に応じて次の金額 X 円がもらえる。

| 出た目 | 1  | 2  | 3   | 4   | 5   | 6   |
| ------ | -- | -- | --- | --- | --- | --- |
| X      | 20 | 50 | 100 | 100 | 150 | 150 |

このとき、もらえる金額 X の期待値は
{\displaystyle E[X]=20\times {\frac {1}{6}}+50\times {\frac {1}{6}}+100\times {\frac {1}{6}}+100\times {\frac {1}{6}}+150\times {\frac {1}{6}}+150\times {\frac {1}{6}}=95}
となり、参加費 100 円より少ない。このことから、このゲームは、試行回数を増やしていくと、平均としては1回あたり5円の損をし、回数を増やすほど損であるといえる（大数の法則）。